# Сливко Руслан Васильович
Руслан Васильович Сливко (нар. 6 січня 1951) — український радянський діяч, новатор сільськогосподарського виробництва, ланковий механізованої ланки радгоспу «Комунар» Снігурівського району Миколаївської області. Кандидат в члени ЦК КПУ в 1981—1990 роках.

## Біографія
Освіта загальна середня. Член КПРС з 1970 року. У 1970—90-х роках — тракторист, ланковий механізованої ланки радгоспу «Комунар» села Новопетрівки Снігурівського району Миколаївської області. Новатор сільськогосподарського виробництва.
З 1990-х років — голова фермерського господарства «Долина» села Новопетрівки Снігурівського району Миколаївської області. Керівник асоціації фермерів Снігурівського району. Член партії Блок Петра Порошенка «Солідарність».

## Нагороди
- орден Трудового Червоного Прапора
- орден Жовтневої Революції
- медалі
- лауреат премії Ленінського комсомолу (1979)